# Phaenocarpa sculptifrons
Phaenocarpa sculptifrons är en stekelart som beskrevs av Vladimir Ivanovich Tobias 1962. Phaenocarpa sculptifrons ingår i släktet Phaenocarpa och familjen bracksteklar. Inga underarter finns listade i Catalogue of Life.